# Corrélation de Spearman
La corrélation de Spearman ou rho de Spearman, nommée d'après Charles Spearman (1863-1945) et souvent notée par la lettre grecque {\displaystyle \rho } (rho) ou {\displaystyle r_{s}} est une mesure de dépendance statistique non paramétrique entre deux variables.
La corrélation de Spearman est étudiée lorsque deux variables statistiques semblent corrélées sans que la relation entre les deux variables soit de type affine. Elle consiste à trouver un coefficient de corrélation, non pas entre les valeurs prises par les deux variables mais entre les rangs de ces valeurs. Elle estime à quel point la relation entre deux variables peut être décrite par une fonction monotone. S'il n'y a pas de données répétées, une corrélation de Spearman parfaite de +1 ou -1 est obtenue quand l'une des variables est une fonction monotone parfaite de l'autre.

## Définition
Pour un échantillon de taille n, les variables de rang {\displaystyle \operatorname {rg} X_{i},\operatorname {rg} Y_{i}} sont calculées à partir des données {\displaystyle X_{i},Y_{i}}.
La corrélation de Spearman est définie par :
{\displaystyle r_{s}={\frac {\operatorname {cov} (\operatorname {rg} _{X},\operatorname {rg} _{Y})}{\sigma _{\operatorname {rg} _{X}}\sigma _{rg_{Y}}}}}
Où
- {\displaystyle \operatorname {cov} (\operatorname {rg} _{X},\operatorname {rg} _{Y})} est la covariance de variables de rang,

- {\displaystyle \sigma _{\operatorname {rg} _{X}}} et {\displaystyle \sigma _{\operatorname {rg} _{Y}}} sont les écarts-types des variables de rang.

On constate que cette définition correspond à la corrélation de Pearson des variables de rang.
Ne pas confondre la corrélation de Spearman avec la corrélation de Pearson. Cette dernière se calcule à partir les valeurs des deux séries directement.

## Interprétation
Le coefficient de Spearman permet de détecter des tendances monotones. Lorsque la tendance est affine, il se comporte de façon similaire au coefficient de Pearson. En revanche, il sera plus élevé que la corrélation de Pearson si la tendance est monotone mais non affine. Plus la tendance monotone est marquée, plus la valeur du coefficient est proche de 1 ou -1.
De façon similaire au coefficient de Pearson, le coefficient de Spearman aura une valeur positive lorsque la tendance est croissante et négative lorsqu'elle est décroissante.
Lorsque la tendance n'est pas monotone, il aura une valeur proche de 0.
Contrairement au coefficient de Pearson, le coefficient de Spearman est robuste : l'impact d'éventuelles données aberrantes sur sa valeur est limité.